# Мазепин дзвін («Голуб»)

Мазепин дзвін

Мазе́пин дзвін («Голуб») — дзвін, вилитий 1699 року українським майстром Карпом Балашевичем на замовлення гетьмана Івана Мазепи, і призначений для Батуринської Воскресенської церкви, про що свідчить напис на дзвоні. Вага — 640 кг, висота та діаметр — 95 см.
1699 року було укладено Карловицький трактат (див.:Карловицький конгрес), що завершив довголітню війну з Османською імперією та Кримським ханством. На честь цієї знаменної події був вилитий дзвін і звідси походить його назва «Голуб» — символ миру. Також того року Мазепі виповнилося 60 років. На дзвоні майстер зобразив гетьмана І. Мазепу та його герб.
2 (13) листопада 1708 року гетьманський  Батурин був знищений російськими військами. Дзвін «Голуб» було вивезено з Батурина. Відомо, що наприкінці 18 століття дзвін знаходився на дзвіниці Домницького монастиря у місті Березна на Чернігівщині, який за кошти фундатора князя Олександра Безбородька вдалося відбудувати.
У 1920-х роках Мазепиним дзвоном зацікавився відомий український етнограф Борис Пилипенко. Тоді ж дзвін було перевезено до Чернігівського Історичного Музею. Від часів Другої світової війни дзвін вважався втраченим.
У травні 2015 року кандидат історичних наук Аркадій Тарасов (історичний факультет Московського державного університету імені Михайла Ломоносова) віднайшов дзвін на дзвіниці Нікольського собору Російської православної церкви в Оренбурзі (Росія). У дзвона відсутній язик, також він має тріщину.

## Дивись також
- Дзвін Мазепа (Софіївський собор)